# Leylān Cham
Leylān Cham (persiska: لیلان چم, عبدالعلی ها) är en ort i Iran.   Den ligger i provinsen Lorestan, i den västra delen av landet, 400 km sydväst om huvudstaden Teheran. Leylān Cham ligger 757 meter över havet och antalet invånare är 248.
Terrängen runt Leylān Cham är huvudsakligen kuperad. Leylān Cham ligger nere i en dal. Runt Leylān Cham är det ganska glesbefolkat, med 28 invånare per kvadratkilometer. Närmaste större samhälle är Poldokhtar, 16,5 km sydväst om Leylān Cham. Omgivningarna runt Leylān Cham är i huvudsak ett öppet busklandskap.